# SBB Roter Pfeil

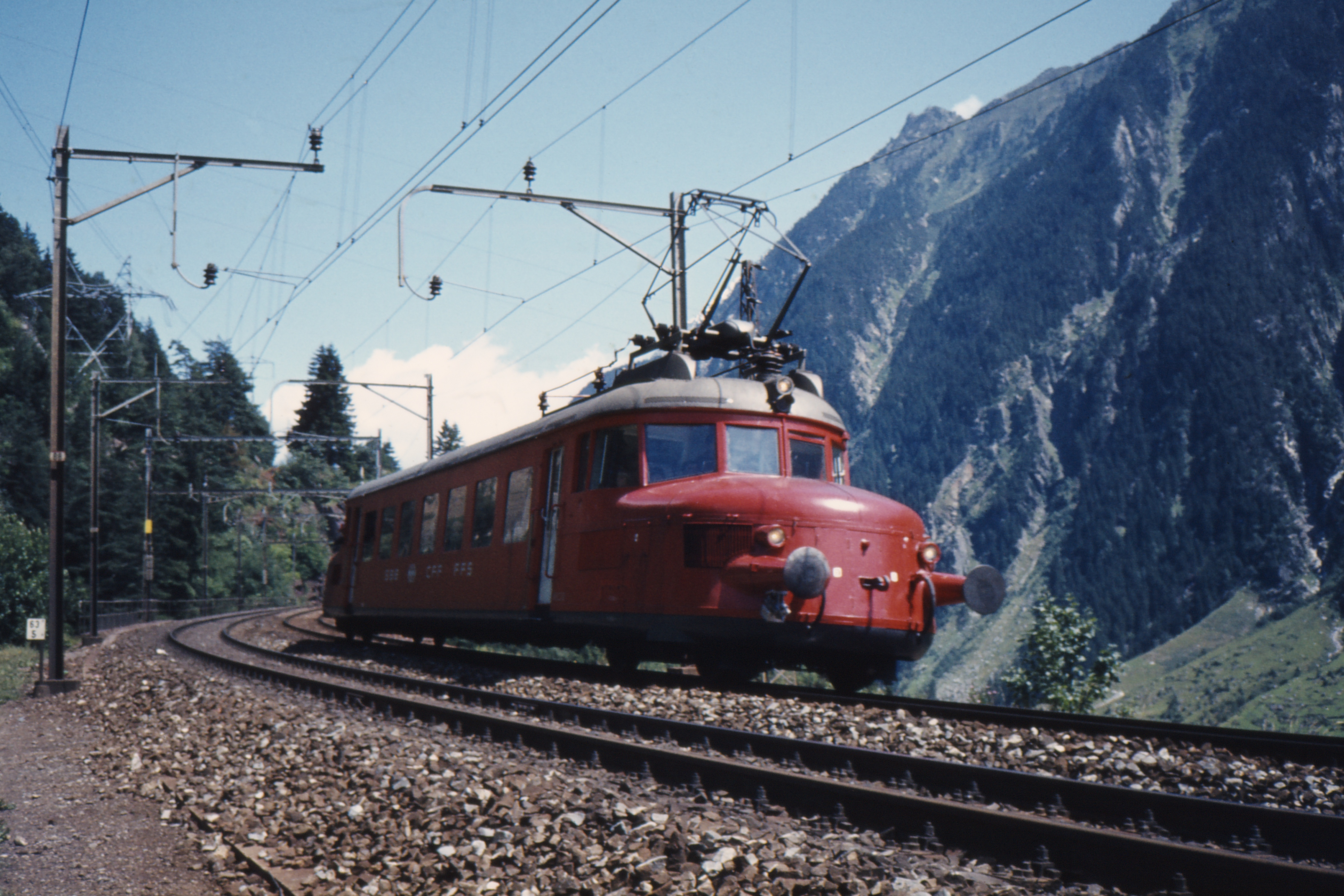
SBB RAe 2/4 bei Wassen (1981)

Führertisch des Triebwagens RCe 2/4 206

Als Rote Pfeile werden in den 1930er Jahren gebaute Leichttriebwagen der Schweizerischen Bundesbahnen (SBB) bezeichnet. 
Sie waren für den Verkehr auf Linien mit niedrigem Verkehrsaufkommen gedacht, auch mit dem Hintergrund der Weltwirtschaftskrise ab 1928. Mit zunehmender Nachfrage mussten die Triebwagen durch Leichtschnellzüge ersetzt werden. 
Für die beliebten Triebwagen fand sich ein neues Aufgabengebiet im Ausflugsverkehr.

## Modellreihen

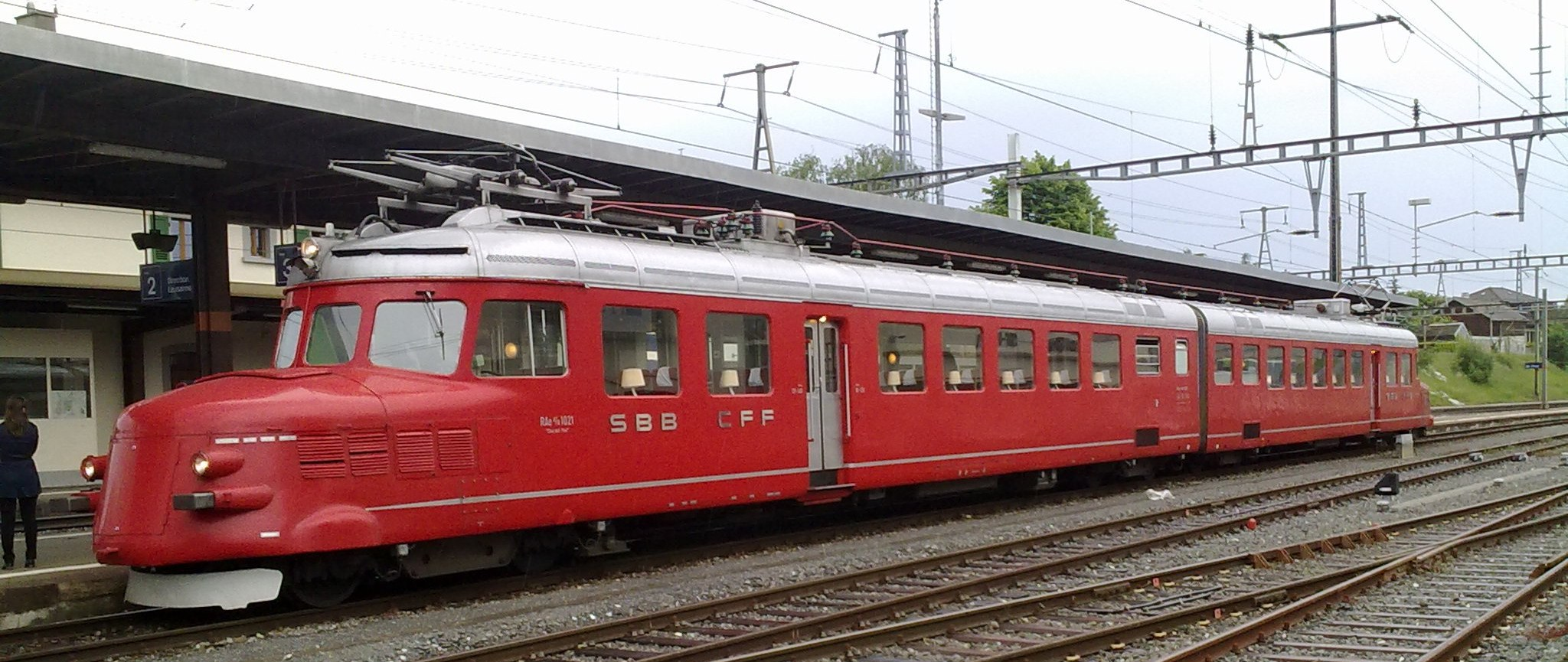
Churchill-Pfeil RAe 4/8 1021 in Saint-Prex (14. Mai 2011)

Es sind unter anderem folgende Leichttriebwagen gemeint (letzte Wagennummer):
- SBB RAe 2/4 1001–1002
- SBB RBe 2/4 1003–1007
- SBB RCm 2/4 1008–1009, später zu Elektrotriebwagen RBe 2/4 1008–1009 umgebaut
- SBB RAe 4/8 1021 Churchill-Pfeil
- SBB RAe 4/8 1022–1023 Doppel-Pfeil

## Verwandte Modelle
Der SBB RBe 2/4 1010, der bei der Inbetriebnahme offiziell als Flêche du Jura angeschrieben war, wurde – zwar technisch mit den Roten Pfeilen verwandt – nie zu den Roten Pfeilen gezählt, sondern Jura-Pfeil genannt. Ihm fehlten auch die charakteristischen niedrigen Vorbauten. Diese fehlten auch bei den beiden Doppelpfeilen 1022 und 1023, die aber zumindest die charakteristische rote Farbgebung hatten und als reine Gesellschaftswagen auch mit einer luxuriösen Ausstattung versehen waren.

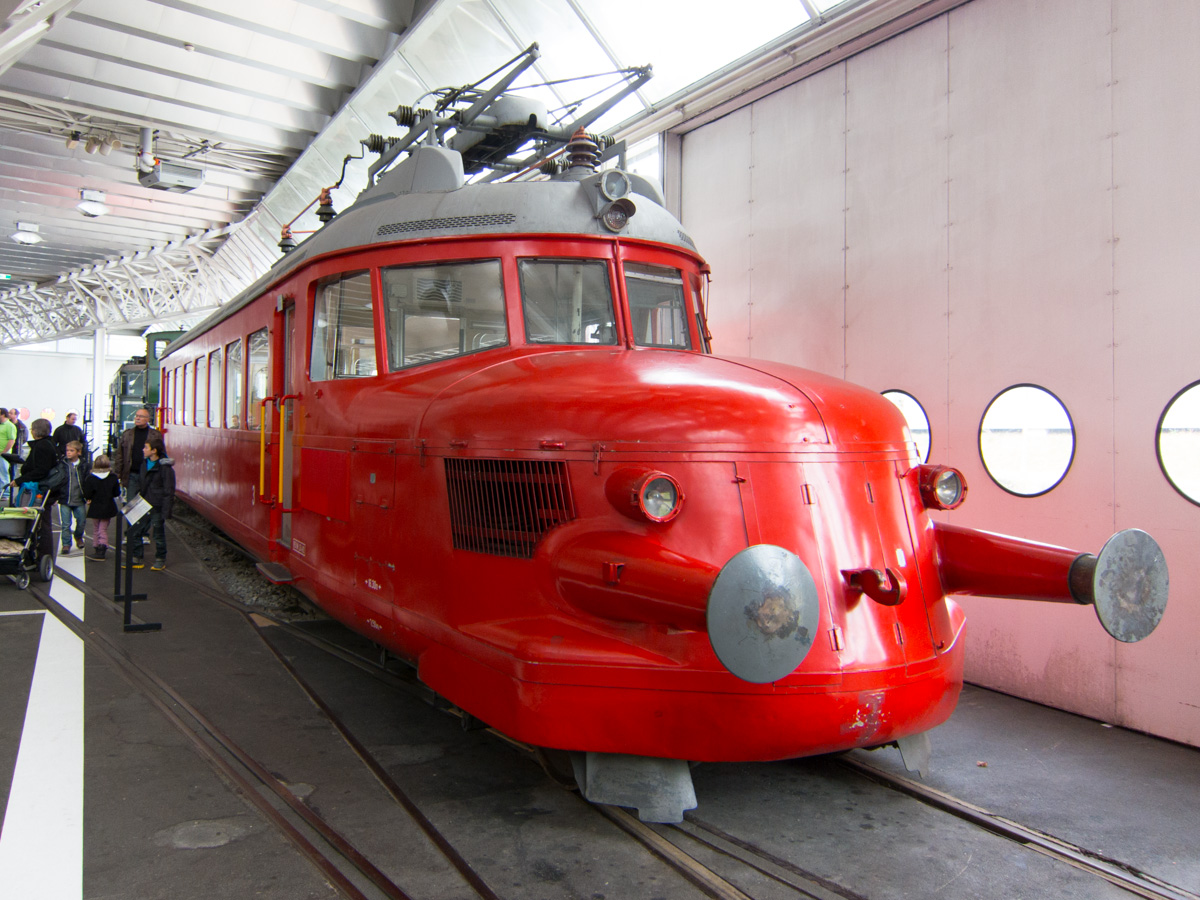
SBB Roter Pfeil RCe 2/4 203 im Verkehrshaus der Schweiz (2012)

Auch technisch verwandt mit den Roten Pfeilen waren die beiden RABFe 8/12 501 und 502, genannt der Tatzelwurm. Beide Fahrzeuge wurden nach Bränden umgebaut; zuerst betroffen war Fahrzeug 501, das zum RABFe 4/8 1031 umgebaut wurde. Als der zweite, nun umnummerierte RABDe 8/12 1041 ebenfalls brannte, bildete man aus den beiden Zügen den RABDe 8/16 1041.

## Inventar
| Betriebsnummer         | Inbetriebnahme | heutiger Status | Bemerkung                                                      |
| ---------------------- | -------------- | --- | -------------------------------------------------------------- |
| 101 = 611 = 1008       | 1935           | nach der Expo 64 ausrangiert und verschrottet                                                                                              | ursprünglich Dieselantrieb, 1951 Umbau auf Elektroantrieb      |
| 102 = 612 = 1009       | 1935           | nach der Expo 64 ausrangiert und verschrottet                                                                                              | ursprünglich Dieselantrieb, 1953 Umbau auf Elektroantrieb      |
| 201 = 601 = 1001       | 1935           | als historisches Fahrzeug bei SBB Historic (fahrfähig)                                                                                     | Verlängert und umgebaut zu RAe 2/4 1953                        |
| 202 = 602 = 1006       | 1935           | im Dezember 1967 ausrangiert, abgebrochen                                                                                                  | Anomalie in der Nummerierung, Nummerntausch mit umgebauten 606 |
| 203 = 603 = 1003       | 1936           | im Januar 1968 ausrangiert, heute im Verkehrshaus Luzern (nicht fahrfähig)                                                                 |                                                                |
| 204 = 604 = 1004       | 1936           | im Dezember 1968 ausrangiert, abgebrochen                                                                                                  |                                                                |
| 205 = 605 = 1005       | 1936           | im November 1966 ausrangiert, abgebrochen                                                                                                  |                                                                |
| 206 = 606 = 1002       | 1936           | im August 1984 ausrangiert, abgebrochen | Anomalie in der Nummerierung wegen Umbau zu RAe 2/4            |
| 207 = 607 = 1007       | 1938           | im Januar 1974 ausrangiert, 1974 Verkauf an die Oensingen-Balsthal-Bahn, als RCe 2/4 607 für Extrafahrten in der ganzen Schweiz im Einsatz | Nach Reparatur an Motoren und Steuerung wieder fahrtüchtig     |
| 701 = 621 = 1010       | 1938           | 1977 ausgemustert, im Sommer 1978 abgebrochen                                                                                              | Flêche du Jura                                                 |
| 301 = 651 = 1021       | 1939           | Charterfahrzeug im Besitz der SBB (fahrfähig)                                                                                              | Churchill-Pfeil                                                |
| 661 = 1022             | 1953           | 1980 abgebrochen | Doppel-Pfeil                                                   |
| 662 = 1023             | 1953           | 1985 abgebrochen | Doppel-Pfeil                                                   |
| 501 = 311 = 671 = 1031 | 1938           | 1964 mit 1041 zum RABDe 8/16 1041 verbunden                                                                                                | Tatzelwurm                                                     |
| 502 = 691 = 1041       | 1937           | im Juni 1968 ausgemustert und abgebrochen                                                                                                  | Tatzelwurm                                                     |